# المخلس آل خرام

تعديل مصدري - تعديل

المخلس آل خرام هي إحدى قرى عزلة  الوضيع بمديرية الوضيع التابعة لمحافظة أبين، بلغ تعداد سكانها 30 نسمة حسب تعداد اليمن لعام 2004.